# تاتل (آرکانزاس)
تاتل (به انگلیسی: Tuttle) یک منطقهٔ مسکونی در ایالات متحده آمریکا است که در آرکانزاس واقع شده‌است. تاتل ۳۸۱ متر بالاتر از سطح دریا قرار دارد.